# Кашина Бонезана (Милано)
Кашина Бонезана је насеље у Италији у округу Милано, региону Ломбардија.
Према процени из 2011. у насељу је живело 29 становника. Насеље се налази на надморској висини од 144 м.